# Agriocnemis inversa
Agriocnemis inversa – gatunek ważki z rodziny łątkowatych (Coenagrionidae).